# Torneo de Dallas
El Texas Tennis Open es un torneo de tenis de la WTA que tiene lugar en Dallas, Texas, Estados Unidos la semana anterior al Abierto de Estados Unidos y la misma semana que el Torneo de New Haven. El Abierto de Dallas se disputó por primera vez en la temporada de 2011.  El torneo se juega en el Hilton Lakes Tennis & Sports Club. En 2013, el torneo fue cancelado por la WTA por razones económicas.

## Finales pasadas

### Individuales
| Año  | Campeona       | Finalista       | Resultado |
| ---- | -------------- | --------------- | --------- |
| 2011 | Sabine Lisicki | Aravane Rezai   | 6-2 6-1   |
| 2012 | Roberta Vinci  | Jelena Jankovic | 7-5 6-3   |

### Dobles
| Año  | Campeonas                      | Finalistas                      | Resultado |
| ---- | ------------------------------ | ------------------------------- | --------- |
| 2011 | Alberta Brianti Sorana Cîrstea | Alizé Cornet Pauline Parmentier | 7-5, 6-3  |
| 2012 | Marina Erakovic Heather Watson | Līga Dekmeijere Irina Falconi   | 6-3, 6-0  |